# Andreas Burmester
Andreas Burmester (* 24. Oktober 1951 in Tübingen) ist ein deutscher Chemiker und Spezialist für technische Kunstgeschichte. Bis 2017 war er Direktor des Münchner Doerner Institutes, das Teil der Bayerischen Staatsgemäldesammlungen ist.

## Leben
Andreas Burmester studierte Chemie und Mathematik an der Universität Tübingen. Noch während seiner Promotion in Organisch-analytischer Chemie bei Hartmut B. Stegmann ging er 1979 nach Berlin, wo er an der Technischen Universität Berlin mit Förderung der Volkswagenstiftung bei Jörn Müller analytische Untersuchungen zu chinesischen Lackarbeiten durchführte. Parallel studierte er im Rahmen eines Kontaktstudiums an der FU Berlin Kunstgeschichte. 1983 nahm er eine Stelle als wissenschaftlicher Mitarbeiter am Doerner Institut an, das zu den Pinakotheken in Bayern gehört. 1987 wurde er dort Leiter der naturwissenschaftlichen Abteilung, von 2003 bis 2017 war er Direktor dieses Institutes.
Im Jahr 2001 habilitierte sich Andreas Burmester für das Fachgebiet Restaurierung, Konservierungswissenschaft und Kunsttechnologie (technische Kunstgeschichte) an der Technischen Universität München. 2001 wurde er dort zum Privatdozenten, 2009 zum außerplanmäßigen Professor ernannt. Während seiner über 20-jährigen Lehrtätigkeit an der TU München und der LMU München widmete er sich Themen der technischen Kunstgeschichte sowie der Präventiven Konservierung.
Andreas Burmester legte zahlreiche Publikationen zu Themen der technischen Kunstgeschichte, zur Methodenentwicklung für Verfahren zur naturwissenschaftlichen Untersuchung von Kunstwerken und zu Museumsbauthemen vor. Er war an zahlreichen Museumsbauten in Deutschland, Österreich und der Schweiz beratend tätig.
Von 2006 bis 2016 verfasste Andreas Burmester eine umfassende Geschichte des seit 1937 in München beheimateten Reichsinstitutes für Maltechnik (Doerner-Institut, seit 2004 Doerner Institut). Die Vorgeschichte greift bis in die 1880er-Jahre zurück. Das auf über 16.000, erst 2006 wieder aufgetauchten Dokumenten basierende Werk beschreibt die konfliktreiche Gründungsgeschichte in den 1930er-Jahren. Vor allem setzt es sich schwerpunktmäßig mit der Tätigkeit des Reichsinstitutes und seinen Verwicklungen in der NS-Zeit sowie den Wirren der Nachkriegszeit auseinander. Besonderes Augenmerk finden die Schicksale seiner Protagonisten. Zu ihnen rechnen neben Max Doerner auch Adolf Ziegler, Toni Roth, der Chemiker Richard Jacobi (1902 – 1982), der Kunsthistoriker und Restaurator Fritz Haeberlein (1895 – nach 1969), der Maler Heinrich Neufang (1897 – 1956), der Chemiker Friedrich Müller-Skjold (1899 – nach 1962), der Kunsttechnologe Kurt Wehlte und der Chemiker Ernst Roßmann (1899 – nach 1958). Im Vorfeld der Gründung des Reichsinstitutes nehmen Alexander Eibner und Walter Gräff [12] eine impulsgebende Rolle ein.
2020 legte Andreas Burmester zusammen mit seiner Tochter, mit dem Buch „Versandung“ die Geschichte ihrer (Groß)Tante Ursula Murawski (1916 – 1940) vor, die in der hessischen Landesanstalt Merxhausen den NS-Krankenmorden zum Opfer fiel. Ein mit Stefan Raueiser (Bildungswerk Irsee) herausgegebener Band mit Briefen von Angehörigen von Euthanasie-Opfern der Heil- und Pflegeanstalt Irsee vertiefte seine Auseinandersetzung mit den Krankenmorden in der Zeit des Nationalsozialismus. Im Bilderstreit um das sogenannte Irseer Triptychon von Beate Passow (1996) setzte sich Andreas Burmester anhand der Rezeptionsgeschichte der dreiteiligen Arbeit exemplarisch mit dem Umgang mit Krankenbildern an Gedenkorten auseinander.
2021 griff Andreas Burmester eine mit Christoph Krekel, Ursula Haller und Stefanie Correll seit den 1980er Jahren entwickelte Thematik wieder auf: Woher bekam Albrecht Dürer seine Farben? Die Suche nach Bezugsquellen fokussierte sich dabei auf Apotheken, Materialisten und Messen. Diese stellten seit dem späten Mittelalter die Versorgung von Künstlern mit Pigmenten, Bindemitteln und Hilfsstoffen sicher. Das von der Schoof'schen Stiftung geförderte und weit über Dürer hinausreichende Projekt wertet zahlreiche Taxen (Preislisten), Inventare und Preiscourants zwischen 1475 und rund 1830 aus.

## Mitgliedschaften und Ehrungen
- Mitglied im Arbeitskreis Archäometrie der Gesellschaft Deutscher Chemiker
- Mitglied im International Council of Museums (ICOM)
- Fellow des International Institute for Conservation (IIC)
- Forbes Prize Lecture des IIC Bilbao 2004
- Denkmalpreis des Landkreises Ostallgäu 2020

## Veröffentlichungen (Auswahl)
- mit Claudia Denk: Comment ils inventaient ces verts chatoyants? Blau, Gelb, Grün und die Landschaftsmalerei von Barbizon, in: Andreas Burmester, Christoph Heilmann und Michael F. Zimmermann (Hrsg.): Malerei der Natur – Natur der Malerei, 484 S., München 1999, ISBN 3-7814-0424-2, S. 295–329.
- mit Christoph Krekel: Von Dürers Farben, in: Gisela Goldberg, Bruno Heimberg und Martin Schawe (Hrsg.): Albrecht Dürer. Die Gemälde der Alten Pinakothek, Bestandskatalog Bayerische Staatsgemäldesammlungen, München 1998, ISBN 3-89466-216-6, hier S. 54 – 101.
- Hakenkreuzfahnen zu Altstoff. Das Doerner-Institut von 1945 bis 1956. In: Iris Lauterbach (Hrsg.): Kunstgeschichte in München 1947. Institutionen und Personen im Wiederaufbau. Zentralinstitut für Kunstgeschichte, München 2010, ISBN 978-3-9806071-4-8, S. 105–122.
- mit Nina Schleif und Melanie Eibl: Travels with Rubens’ Last Judgement, in: Marika Spring (Hrsg.), Studying Old Master Paintings. Technology and Practice, Archetype London 2011, ISBN 978-1-904982-63-0, hier S. 143–149.
- Der Kampf um die Kunst. Max Doerner und sein Reichsinstitut für Maltechnik (= Schriften der Bayerischen Staatsgemäldesammlungen Bd. 1.1 und 1.2) Böhlau Verlag, Köln Weimar Wien 2016, 893 S., ISBN 978-3-412-50376-5.
- mit Martin Schawe, Drunter und Drüber. Altdorfer, Cranach und Dürer auf der Spur, Katalog Bayerische Staatsgemäldesammlungen München 2011, ISBN 978-3-9821217-4-1, 128 S.
- Versandung. Annäherung an eine einzige gesprochene Annäherung, Vergangenheitsverlag Berlin 2020, ISBN 978-3-86408-260-3, 247 S.
- „[…] auch im neuen Jahr unsere Liebe Tante auf’s Beste versorgen“. Versuch eines Epilogs in Dietmar Schulze, „Es wäre doch die verdammte Pflicht und Schuldigkeit der Anstalt, die Angehörigen des Patienten zu verständigen …“. Familien von „Euthanasie“-Opfer und ihr Schriftwechsel mit der Heil- und Pflegeanstalt Kaufbeuren-Irsee, herausgegeben von Stefan Raueiser und Andreas Burmester, Irseer Impulse 18, Irsee 2021, ISBN 978-3-9821217-4-1, 226 S., hier 167–173.
- Wunden der Erinnerung. Eine Auseinandersetzung mit Beate Passows Irseer Triptychon, in: Barbara Holzmann und Stefan Raueiser (Hrsg.), Die Gedenkstätte Prosektur von Kloster Irsee. Entwicklungen – Kontroversen – Perspektiven, Irsee 2022, ISBN 978-3-9821217-5-8, 167 S., hier S. 120–137.